# Подоляко, Александр Иванович

Могила Подоляко на Восточном кладбище Минска.

Александр Иванович Подоляко (1918—1978) — шлифовщик, Герой Социалистического Труда (1971).

## Биография
Александр Подоляко родился 23 апреля 1918 года в деревне Кулики (ныне — территория Минской области). В 1936 году он окончил школу фабрично-заводского ученичества в Минске, после чего работал на строительстве Оршанского льнокомбината. Участвовал в боях Великой Отечественной войны, в том числе в обороне Ленинграда, где два раза был ранен. После её окончания продолжал службу в Советской Армии, был уволен в запас в звании капитана в 1957 году.
С 1958 года Подоляко работал шлифовщиком на Минском механическом заводе имени С. И. Вавилова. Ему удалось добиться высоких показателей в работе, выполнив восьмую пятилетку за три с половиной года, а девятую на 461 день раньше срока. Подоляко одним из первых в своём цеху стал работать с личным клеймом. Был автором нескольких рационализаторских предложений, позволивших значительно усовершенствовать обработку деталей.
Указом Президиума Верховного Совета СССР в 1971 году Александр Подоляко был удостоен высокого звания Героя Социалистического Труда с вручением ордена Ленина и медали «Серп и Молот».
Умер 3 июня 1978 года, похоронен на Восточном кладбище Минска.